# Paraphotina
Genre
Paraphotina est un genre d'insectes de la famille des Photinaidae (ordre des Mantodea). 

## Répartition
Les espèces de ce genre se rencontrent en écozone néotropicale (Antilles non comprises) et plus précisément au Brésil, au Venezuela, en Colombie et au Pérou.

## Description

### Diagnose
Chez le mâle, le corps est élancé. Les yeux sont grands et convexes. Le clypéus frontal et transversal est très élancé. Les marges de la prozone sont antérieurement subparallèles. Les élytres sont étroits et hyalins. Les ailes sont hyalines avec une zone discoïdale étroite et une veine discoïdale biramée. Le fémur intermédiaire est à peine aussi long que les coxae antérieures. les plaques supra-anales sont transversales. Les cerques sont longs et fins.

### Description détaillée
Le corps d'une longueur variant de 30 à 52 mm est jaune pâle à jaune ocre. 
La tête est elliptique. Les antennes sont plus longues que la moitié du corps et filiformes avec des soies courtes éparses. Le pédicelle et le scape sont clairs. Le vertex est convexe en vue frontale et plus haut que les tubercules juxta-oculaires qui sont peu développés. Les yeux sont globuleux. Le tubercule ocellaire est jaune pâle à gris foncé sans expansion développée chez le mâle. Les ocelles de la femelle sont situés au centre d'une carène transversale. Le clypéus frontal est plus de trois fois plus large que haut avec la partie centrale de la marge dorsale convexe. 
Le pronotum, allongé et lisse, arbore des marques en arabesque. La prozone présente une marge antérieure convexe et des marges latérales subparallèles. La métazone est deux fois et demi plus longue que la prozone et présente une carène longitudinale légèrement marquée. Le tubercule terminal du pronotum est peu développé et arbore deux taches distales qui peuvent être fusionnées.
Les coxae antérieures sont presque aussi longs que la métazone. Les coxae antérieures et les trochanters sont lisses, avec ou sans taches noires. Les fémurs antérieurs sont légèrement concaves dorsalement et arborent généralement trois taches sur la face antérieure et des marques en arabesque sur la face postérieure. Ils portent de treize à quatorze épines antéro-ventrales avec généralement sur les épines paires une tache noire à la base et plus rarement sur les épines impaires distales. Cinq épines postéro-ventrales noires à la base et trois épines discoïdales dont la seconde présente une tache noire antérieure à la base sont également présentes. Les tibias antérieurs arborent généralement trois taches noires sur la face postérieure. Ils portent également de seize à dix-sept épines antéro-ventrales et de treize à quatorze épines postéro-ventrales. Toutes les épines des membres antérieurs, y compris la griffe tibiale, sont plus foncées à leur extrémité. Le métatarse antérieur est plus long que l'ensemble des autres tarsomères. Les fémurs, les tibias et les tarses méso et métathoraciques sot sétosés chez le mâle.
Les ailes du mâle sont hyalines et dépassent l'extrémité de l'abdomen. Elles présentent un motif de couleurs d'interférence. Les ailes de la femelle sont opaques. Les ailes méso-thoraciques sont aussi longues que l'abdomen mais plus courtes lorsqu'elles sont au repos au-dessus de celui-ci. Les nervures des ailes méso-thoraciques sont presque entièrement brun clair chez les mâles et brun foncé chez les femelles. Les veinules sont brun foncé et disposées parallèlement dans l'aire costale. Le stigma est hyalin chez les mâles et opaque chez les femelles. Chez la femelle, l'aire costale de l'aile métha-toracique est jaune pâle. L'apex de l'aire discoïdale est brun foncé et les autres parties sont ocre ou brun rougeâtre. L'aire anale est jaune et sub-hyaline devenant brunâtre vers l'extrémité distale. 
L'abdomen du mâle est subcylindrique et il est quelque peu dilaté et comprimé ventralement chez la femelle. Les deux sexes arborent des bandes horizontales foncées sur les quatre premiers tergites bien que moins visibles sur le premier. La plaque supra-anale est courte avec une forme de langue et plus courte que les cerques. Les cerques dépassent notablement l'apex de la plaque sous-génitale et sont coniques et comprimés latéralement. La plaque sous-génitale présente un processus latéral gauche développé et bien sclérifié.

## Systématique
Le genre Paraphotina a été décrit par l'entomologiste italien Ermanno Giglio-Tos en 1915 avec pour espèce type Paraphotina reticulata (Saussure, 1871) que Saussure, sous le protonyme Cardioptera reticulata, avait apparentée au genre Photina.

### Publication originale
- (it) Ermanno Giglio-Tos, « Mantidi esotici. Generi e specie nuove », Bullettino della Società Entomologica Italiana, Florence, vol. 46,‎ 1915, p. 31-108 (ISSN 1126-277X, lire en ligne, consulté le 12 mai 2025).

### Liste des espèces
Ce genre comporte quatre espèces :
- Paraphotina caatingaensis (Menezes & Bravo, 2013) - (Brésil)
- Paraphotina insolita (Rehn, 1941) - (Brésil, Colombie, Vénézuéla)
- Paraphotina occidentalis Lombardo, 1998[4] - (Brésil, Pérou)
- Paraphotina reticulata (Saussure, 1871) - (Brésil)